# Złoty kompas
Złoty kompas (ang. The Golden Compass) – amerykańsko-brytyjski film fantasy z 2007 roku w reżyserii Chrisa Weitza. Adaptacja książki Philipa Pullmana Mroczne materie: Zorza północna.
Film otrzymał mieszane oceny od krytyków. Serwis Rotten Tomatoes przyznał mu wynik 42%.

## Fabuła
W świecie, w którym ludzka dusza przyjmuje postać nieodłącznego każdemu człowiekowi zwierzęcia, tzw. dajmona, w znajdującym się w Oksfordzie, kolegium Jordana wraz ze swoim dajmonem Pantalaimonem mieszka 12-letnia osierocona przez rodziców Lyra Belacqua. Dziewczyna jest bardzo ciekawa świata, interesują ją szczególnie te rzeczy, które zazwyczaj utrzymywane są w tajemnicy np. Pył, Grobale, działania Magisterium i inne sprawy poruszane jedynie przez teologów eksperymentalnych. Pewnego dnia Lyra zostaje zaproszona na uroczysty obiad, na którym pojawia się również ważna postać z magistratury, przywódczyni Generalnej Rady Oblacyjnej, Marisa Coulter. Pani Coulter okazuje się kobietą niezwykle uprzejmą, zgłasza nawet chęć pomocy Lyrze w wyprawie na odległą i dziką północ, gdzie wuj dziewczynki – Lord Asriel – prowadzi badania nad Pyłem. Lyra chętnie przystaje na propozycję składane jej przez przemiłą kobietę. Przygotowując się do opuszczenia kolegium bohaterka otrzymuje od rektora niezwykły prezent – Aletheiometr – zwany również Złotym kompasem – urządzeniem charakteryzujące się tym, iż nie pokazuje północy lecz prawdę. Lyra odjeżdża, nie dowiadując się jednak jak korzystać ze swego podarunku. Pani Coulter po dłuższej znajomości okazuje się nie tylko kłamcą (nie zabrała Lyry na północ) lecz także potworem porywającym dzieci na rzecz potwornych badań. Znajdując odpowiedni moment, bohaterka ucieka i po zmaganiach z grobalami udaje się jej trafić do od dawna zaprzyjaźnionych z nią Cyganów. Tak zaczyna się wielka wyprawa Lyry na północ.

## Obsada
| Postać | Aktor                       | Polski dubbing        |
| --- | --------------------------- | --------------------- |
| Marisa Coulter | Nicole Kidman               | Tamara Arciuch        |
| Lyra Belacqua | Dakota Blue Richards        | Aleksandra Kowalicka  |
| Lord Asriel | Daniel Craig                | Maciej Kozłowski      |
| John Faa | Jim Carter                  | Jacek Czyż            |
| Billy Costa | Charlie Rowe                | Jakub Jakubik         |
| Brat Pavel | Simon McBurney              | Krzysztof Dracz       |
| Rektor Kolegium Jordana | Jack Shepherd               | Wojciech Duryasz      |
| Ojciec Coram | Tom Courtenay               | Marek Bargiełowski    |
| Serafina Pekkala | Eva Green                   | Anna Dereszowska      |
| Lee Scoresby | Sam Elliott                 | Marian Dziędziel      |
| Iorek Byrnison | Ian McKellen (głos)         | Andrzej Piszczatowski |
| Ragnar Sturlusson | Ian McShane (głos)          | Tomasz Marzecki       |
| Pantalaimon | Freddie Highmore (głos)     | Maciej Stolarczyk     |
| Pani Lonsdale | Magda Szubanski             | Jolanta Wołłejko      |
| Hester | Kathy Bates (głos)          | Barbara Zielińska     |
| Stelmaria | Kristin Scott Thomas (głos) | Agnieszka Matysiak    |
| Pierwszy doradca | Christopher Lee             | Mariusz Leszczyński   |
| Emisariusz Magistratury | Derek Jacobi                | Andrzej Arciszewski   |
| Wersja polska: Studio Genetix Film Factory Reżyseria: Agnieszka Matysiak Dialogi polskie: Barbara Robaczewska Konsultacja literacka: Michał Kalicki Dźwięk i montaż: Zdzisław Zieliński Organizacja produkcji: Róża Zielińska |                             |                       |

## Zdjęcia
Zdjęcia realizowane były na terenie Węgier (Budapeszt), Norwegii (Bergen, Svalbard), Anglii (Oksford, Farnham, Chatham, Spalding, Londyn), Szwajcarii (Grindelwald).